# El Franco
El Franco és un conceyu de la Comunitat Autònoma del Principat d'Astúries. Limita al nord amb el mar Cantàbric, al sud amb Castropol i Bual, a l'est amb Cuaña i a l'oest amb Tapia de Casariego.
És un dels municipis d'Asturies en els quals es parla gallec.

## Història
El Franco no té restes d'activitat humana anteriors al Neolític, però se sap que a tota la rasa costanera hi va haver presència humana. De l'època castrenya hi ha gran quantitat de restes. Es van localitzar sis jaciments dels quals són més destacats dos: El Cabo Blanco, catalogat com gran castro del sector lucense, sent un dels més grans, amb quatre recintes defensats per fosses i el de l'Aranado, aquest no ha estat excavat curosament, sofrint espoliacions.
L'època romana, està marcada per les explotacions auríferes, on han estat localitzats antics treballs miners entorn del castro d'Arancedo, on s'han trobat restes d'utillatge. L'edat mitjana, ens deixa les primeres fonts escrites que tenim del procés feudalista que havia en aquesta àrea, i que estava marcat per la poderosa institució eclesiàstica que va mantenir la seva influència en aquestes terres. Aquesta zona va estar en contínues discrepàncies entre les esglésies de Lugo i Oviedo, fins que la corona va posar fi, donant a l'església d'Oviedo les terres entre els rius Eo i Navia. A aquesta extensa demarcació de la obispalía se li dota de pobla, la de Rovoredo, encara que a causa dels intents del concejo per afeblir el poder senyorial, el bisbe decideix traslladar la pobla a Castropol.
En el segle xiv, la comarca contínua sota el règim de bisbalia, fins a la desamortització feta per Felip II, a causa de les dificultats econòmiques que tenia la corona. Alliberant aquest municipi de qualsevol tipus de dependència de l'antiga capital de Ribadeo, però no serà fins a un segle més tard quan l'ajuntament aconsegueixi la seva independència.
En el segle xviii, encara quedaven vedats senyorials en El Franco, però no seria fins a finals del xviii i principis del XIX, quan es produïx una sèrie de canvis a nivells administratius i territorials que faran que comencin a desaparèixer aquests vedats que tenien la seva pròpia jurisdicció dintre del territori per a integrar-se dintre de la jurisdicció ordinària. És en aquest segle, el XIX, quan hi ha una espècie d'ajuntament itinerant, fins que en l'estiu de 1852, es decideix traslladar la capital a A Caridá, deixant-la aquí definitivament.
En el segle xx, la Guerra Civil, la dictadura franquista i la democràcia tenen pocs successos que la individualitzin respecte al seu entorn. És en aquesta centúria quan el concejo iniciarà un enlairament amb la incorporació i especialització en el mercat agropecuari.

## Geografia
Comta amb una població de 4.065 habitants i els seus principals nuclis per nombre d'habitants són: A Caridá que és la capital, Miudes, Arancedo, Valdepares i El Porto. La seva principal via de comunicació és la N-634, completant la seva comunicació el ferrocarril de via estreta. Està a una distància de la capital del Principat, Oviedo, de 130 quilòmetres.
El seu relleu conté una rasa litoral de major altitud que els concejos pròxims per aquest motiu els seus cursos fluvials el Porcía i el Mall, estiguin completament encaixats. La zona meridional és la més elevada amb el Penouta de 899 metres. Altres altures a destacar són: Picualto, el Cuadramón, el Vidrosas, etc. En el seu curs fluvial el riu més destacable és el Mall, tenint altres de menor cabal com són: Mernes o el Castello. La seva superfície arbolada s'ha anat reduint per la pressió de la ramaderia i de la indústria maderera. Ha estat repoblada amb eucaliptuss. És important la seva massa arbòria de Miudes i A Caridá. Cal destacar les Coves d'Andía declarades Patrimoni Natural que són del Cámbrico Inferior. És una vall semitancada, les aigües de la qual van al Mall, hi ha coves i escarpes, on neixen boscos de roures, llorers i arboços. Aquesta zona és de propietat privada.

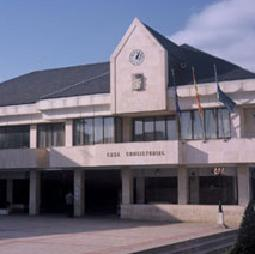
Ajuntament d'El Franco.

## Parròquies
El concejo d'El Franco està dividit en 8 parròquies rurals:
- Arancedo
- A Braña
- A Caridá
- Llebredo
- Miudes
- San Xuán de Prendonés
- Valdepares
- Villalmarzo

## Evolució demogràfica
El Franco va mantenir una població constant de prop de 5.000 persones fins a 1960 que comença a disminuir, aquest descens va ser igual en gairebé tots els seus nuclis de població, excepte a A Caridá que és el seu capital amb prop de 1.000 habitants. La seva estructura està envellida amb gairebé el 25% majors de 60 anys mentre que menys del 23% són joves. La història del desplaçament de la gent d'aquest concejo del Franco, és la mateixa que la dels concejos de la marina occidental, encara que aquí comença més tard, al voltant de 1963, però afectant en gran manera a la població adulta, motivada per les estretors del sistema econòmic domèstic, i a un desequilibri molt descompensat entre recursos i població, marcant una incapacitat per a poder sustentar aquest augment poblacional, incidint més en la població masculina.
La seva emigració es dirigeix a diferents zones, des de Llatinoamèrica i especialment a Cuba on es funda el centre Unió de Naturals del Franco, els llocs d'embarcament eren els ports de Vigo, La Corunya, Ribadeo, Avilés i Gijón o bé Barcelona o les zones industrialitzades d'Astúries, com eren Gijón i Avilés. El tipus de poblament que domina és la dispersió demogràfica, encara que molta població es concentra entorn de la capital. L'organització de l'espai també està determinada per la possibilitat d'instal·lar-se en la unitat d'explotació familiar, o de poder instal·lar-se en la carretera general, ja que això sempre oferix una font major d'ingressos. Aquest concejo té un poblament intercalar, amb una densitat mitjana de 55 hab./km².

## Economia
La seva economia està basada en la ramaderia que s'ha doblat en les últimes dècades, havent un canvi de raça a la recerca d'una major producció de llet, i en menor amidada de carn. Uns dels sectors que registren un augment de més del doble són els sectors secundaris i terciaris i dintre d'aquests destacarem la construcció i el comerç.

## Política
En el concejo d'El Franco, des de 1979, el partit que ha estat més temps al govern és el PSOE (vegeu llista d'alcaldes d'El Franco). L'actual alcaldessa és Cecilia Pérez Sánchez del PSOE.
|      | PSOE | PP | IU-BA | Altres | Total |
| ---- | ---- | -- | ----- | ------ | ----- |
| 2003 | 6    | 5  | 0     | 0      | 11    |
| 2007 | 6    | 4  | 1     | 0      | 11    |
| 2011 | 5    | 3  | 1     | 2      | 11    |
| 2015 | 7    | 2  | 0     | 2      | 11    |
| 2019 | 7    | 2  | 1     | 1      | 11    |
| 2023 | 7    | 3  | 1     | 0      | 11    |

## Personatges il·lustres
- Enrique V. Iglesias, Secretari Executiu de la CEPAL (1972-1985), Canceller de la República Oriental de l'Uruguai (1985-1988), President del BID (1988-2005), Secretari General de la Secretaria General Iberoamericana des de 2005
- María del Socorro Tellado López (n. 25 d'abril de 1927, El Porto, Astúries), coneguda com a Corín Tellado, escriptora espanyola professional de novel·les romàntiques. És l'escriptora espanyola més llegida després de Miguel de Cervantes, figura en el Llibre Guinness dels Rècords - 1994 - (edició espanyola) com a l'autora més venuda en llengua castellana.